# Élections municipales sud-africaines de 2011
Les élections municipales sud-africaines de 2011 se sont tenues le 18 mai 2011, deux ans après les élections générales de 2009. L'ANC du président Jacob Zuma a largement remporté ces élections même si la principale force d'opposition, l'Alliance Démocratique (DA), a effectué une forte percée par rapport aux précédentes élections de 2006.
Elles ont permis d'élire les membres des conseils gouvernementaux locaux pour une durée de cinq ans.
Il y a trois types de municipalités en Afrique du Sud :
- catégorie A : Conseils métropolitains
- catégorie B : Conseils locaux (LC)
- catégorie C : Conseils de districts (DC) (ils ont les pouvoirs législatif et exécutif dans les régions qui comprennent des municipalités locales)

Pour les municipalités métropolitaines, il y a deux types d'élections dans chaque quartier (ward):
- Conseil de quartier métropolitain,
- représentation métropolitaine proportionnelle.

Dans toutes les municipalités locales autres que les municipalités métropolitaines, il y a trois types d'élections dans chaque quartier :
- conseil de quartier local ;
- conseil local à représentation proportionnelle ;
- conseil de district à représentation proportionnelle.

Les premières élections locales post-apartheid furent celles de 1995, et les premières élections organisées par l'IEC furent celles de 2000. Les nouvelles municipalités entrent en fonction le 2 juin 2011. 

## Résultats généraux
Le Congrès national africain (ANC) a remporté 198 conseils municipaux avec un total général de 5 633 sièges et 61,95 % des suffrages exprimés (65 % lors du précédent scrutin). Elle est majoritaire dans 8 des 9 provinces du pays. 
L’Alliance démocratique (DA) remporte 23 conseils municipaux (principalement dans son bastion de la province du Cap-Occidental mais aussi grâce au soutien du COPE dans de nombreuses municipalités), 1555 sièges et 23,94 % des voix (16 % lors du précédent scrutin). 
Le Parti Inkatha de la liberté (IFP) l'emporte dans cinq conseils municipaux, tous au KwaZulu-Natal.
Enfin, le Congrès du Peuple, un parti dissident de l'ANC fondé en 2008, s'écroule lui à 2 % et chute de 5,5 points par rapport aux élections de 2009. Il emporte une seule municipalité dans la province du Cap-Nord grâce au soutien de la DA avec qui il forme une coalition.
Selon la commission électorale, le taux de participation fut de 57,8 % en hausse de 10 points par rapport aux précédentes élections de 2006.

### Résultats nationaux
| Partis               | Partis                            | Ward       | Ward       | PR         | PR         | Ward + PR  | Ward + PR  | DC        | DC        |
| Partis               | Partis                            | Votes      | %          | Votes      | %          | Votes      | %          | Votes     | %         |
| -------------------- | --------------------------------- | ---------- | ---------- | ---------- | ---------- | ---------- | ---------- | --------- | --------- |
|                      | Congrès national africain         | 8 143 397  | 61,0 %     | 8 405 429  | 62,9 %     | 16 548 826 | 62,0 %     | 5 455 411 | 69,4 %    |
|                      | Alliance Démocratique             | 3 177 883  | 23,8 %     | 3 216 006  | 24,1 %     | 6 393 886  | 23,9 %     | 1 202 562 | 15,3 %    |
|                      | Parti Inkatha de la liberté       | 478 400    | 3,6 %      | 475 621    | 3,6 %      | 954 021    | 3,6 %      | 406 319   | 5,2 %     |
|                      | Parti national pour la liberté    | 326 565    | 2,4 %      | 318 352    | 2,4 %      | 644 917    | 2,4 %      | 247 340   | 3,1 %     |
|                      | Congrès du Peuple                 | 274 074    | 2,1 %      | 296 624    | 2,2 %      | 570 698    | 2,1 %      | 236 396   | 3,0 %     |
|                      | Mouvement démocratique uni        | 83 728     | 0,6 %      | 84 623     | 0,6 %      | 168 351    | 0,6 %      | 67 487    | 0,9 %     |
|                      | Parti chrétien-démocrate africain | 86 865     | 0,7 %      | 78 737     | 0,6 %      | 165 602    | 0,6 %      | 43 948    | 0,6 %     |
|                      | Front de la liberté               | 66 588     | 0,5 %      | 53 931     | 0,4 %      | 120 519    | 0,5 %      | 32 640    | 0,4 %     |
|                      | Congrès panafricain d'Azanie      | 63 976     | 0,5 %      | 54 846     | 0,4 %      | 118 822    | 0,4 %      | 28 918    | 0,4 %     |
|                      | Minority Front                    | 60 153     | 0,5 %      | 53 042     | 0,4 %      | 113 195    | 0,4 %      | 958       | 0,0 %     |
|                      | Organisation du Peuple Africain   | 38 159     | 0,3 %      | 54 332     | 0,4 %      | 92 491     | 0,3 %      | 22 650    | 0,3 %     |
|                      | Parti chrétien-démocrate unifié   | 25 031     | 0,2 %      | 25 971     | 0,2 %      | 51 002     | 0,2 %      | 466       | 0,0 %     |
|                      | Organisation du peuple d'Azanie   | 24 331     | 0,2 %      | 26 300     | 0,2 %      | 50 631     | 0,2 %      | 19 202    | 0,2 %     |
| 108 autres partis    | 108 autres partis                 | 202 595    | 1,5 %      | 213 697    | 1,6 %      | 416 292    | 1,6 %      | 93 512    | 1,2 %     |
|                      | Indépendants                      | 302 242    | 2,3 %      | N/A        | N/A        | 302 242    | 1,1 %      | N/A       | N/A       |
| Total                | Total                             | 13 353 987 | 13 353 987 | 13 357 511 | 13 357 511 | 26 711 498 | 26 711 498 | 7 857 809 | 7 857 809 |
| Votes nuls et blancs | Votes nuls et blancs              | 235 014    | 235 014    | 235 345    | 235 345    | 470 359    | 470 359    | 196 248   | 196 248   |

Note : La colonne "ward" indique les votes pour les candidats dans les circonscriptions électorales. La colonne "PR" (représentation proportionnelle) indique les votes pour les partis lors des élections pour les conseils des municipalités locales et métropolitaines. La colonne "DC" indique les votes (à la proportionnelle) pour l'élection directe des conseils de districts municipaux. Tous les votants choisissent sur leur bulletin un candidat par circonscription et un parti par liste, mais les résidents dans les municipalités métropolitaines (environ 40 % des électeurs) n'ont pas de bulletins de vote avec le mode de scrutin par district. 

## Résultats par provinces

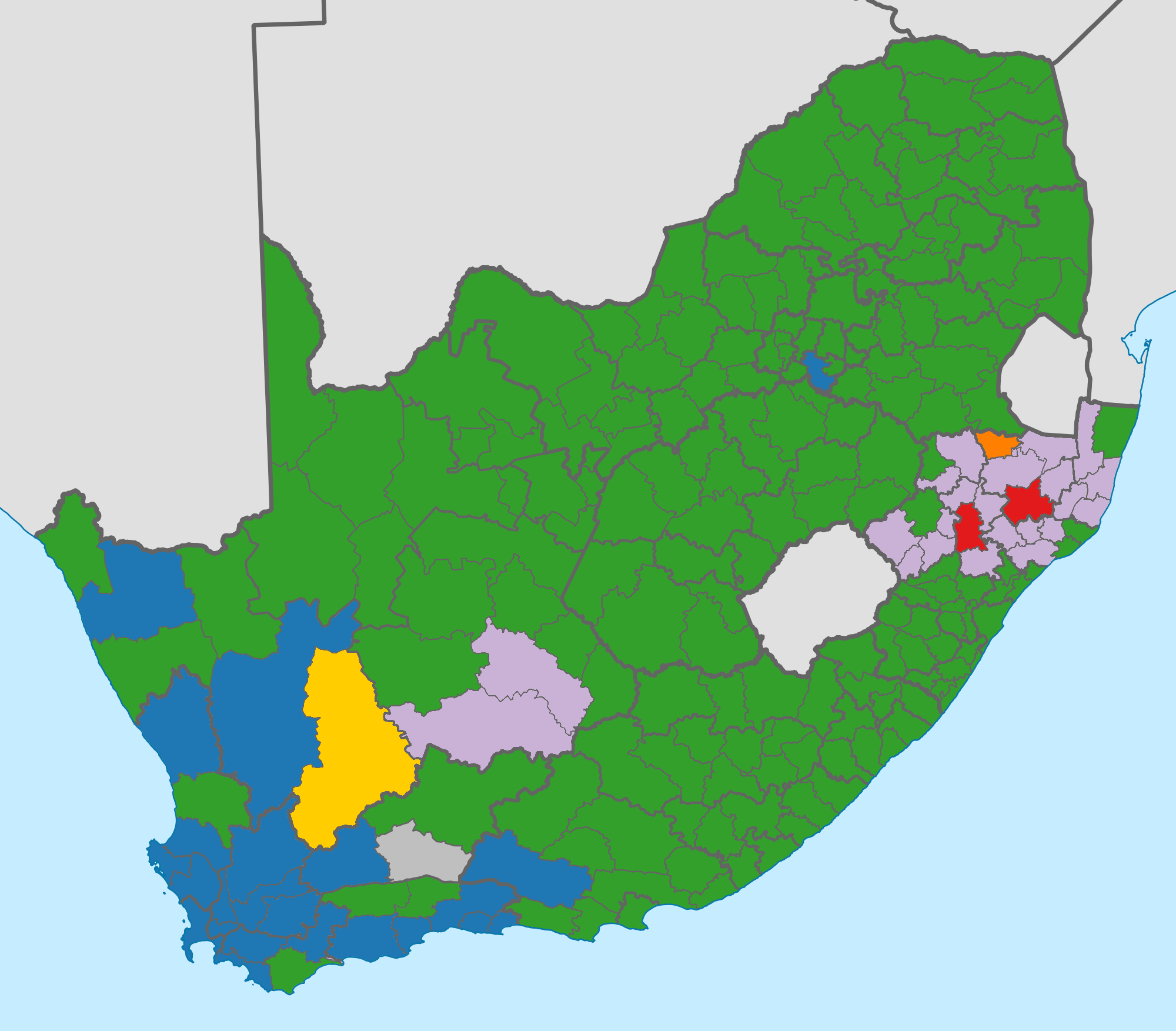
Carte présentant par couleur les majorités municipales mises en place après les élections locales sud-africaines de mai 2011
ANC
DA
COPE
IFP
NFP
Coalition imprécise
Autre parti majoritaire

### Cap-Occidental
L'Alliance démocratique (DA) remporte 440 sièges dans la province du Cap-Occidental contre 283 à l'ANC, 8 au COPE et 7 à l'ACDP.  Concrètement, la DA remporte 12 des 24 municipalités de la province, dont Le Cap, avec une majorité absolue en sièges. Elle domine 4 autres municipalités tandis que 5 conseils municipaux sont partagés à égalité entre la DA et le congrès national africain (ANC). Ce dernier ne remporte la majorité absolue que dans un seul conseil municipal. 
- District de West Coast : La DA remporte 7 des 13 sièges de la municipalité locale de Bergrivier, 15 des 24 sièges de la municipalité locale de Saldanha Bay et 15 des 23 sièges de la municipalité locale de Swartland. La municipalité locale de Matzikama se partage entre la DA (7 sièges), l'ANC (6 sièges) et deux petits partis (2 sièges). La municipalité de Cederberg est également divisée entre l'ANC (5 sièges), la DA (4 sièges, le COPE (1 siège) et le PAC (1 siège).
- District de Cape Winelands : La DA remporte 56 % des voix et 35 des 61 sièges de la municipalité locale de Drakenstein (Paarl), 59 % des voix et 25 des 43 sièges de la municipalité locale de Stellenbosch et 52 % des voix et 22 des 39 sièges de la municipalité locale de Breede Valley. Celle de Witzenberg se partage entre la DA (46 % des voix et 10 sièges), l'ANC (8 sièges) et 4 autres petits partis. La municipalité locale de Langeberg se partage également entre la DA (11 sièges), l'ANC (7 sièges), un groupe civique indépendant (2 sièges), le COPE (1 siège) et le mouvement populaire démocratique (1 siège).
- District de l'Overberg : La DA remporte 13 des 25 sièges de la municipalité locale de Theewaterskloof (Caledon) ainsi que 57 % des voix et 15 des 25 sièges du conseil municipal de l'Overstrand. Celle de Cape Agulhas se partage entre la DA (4 sièges) et l'ANC (4 sièges) tandis que celle de la majorité municipale de Swellendam dépend du choix du parti chrétien démocrate africain (1 siège) seul capable de départager la DA (41,31 % et 4 sièges) et l'ANC (42,25 % et 4 sièges).
- District de Eden : La DA remporte 16 des 27 sièges de la municipalité locale de Mossel Bay, 25 des 49 sièges de la municipalité locale de George et 10 des 18 sièges de celle de Knysna. Si la municipalité de Kannaland est remportée par une organisation civique (ICOSA) qui obtient 3 sièges, la majorité municipale dépend des choix de la DA (2 sièges) et de l'ANC (2 sièges). À Hessequa, la DA remporte 7 sièges suivie de l'ANC (6 sièges), du COPE (1 siège) et d'un indépendant (1 siège). À Oudtshoorn, la municipalité locale se partage entre l'ANC (42,43 % et 7 sièges), la DA (46,18 % et 7 sièges), le COPE (1 siège), ICOSA (1 siège) et le parti national populaire (1 siège). À Bitou (Plettenberg Bay), l'ANC et la DA sont à égalité (6 sièges chacun) le dernier siège allant au COPE (1 siège).
- District de Central Karoo, l'ANC remporte 7 des 13 sièges de la municipalité de Beaufort West tandis que celle de Laingsburg se partage équitablement entre l'ANC et la DA (3 sièges chacun), le dernier allant au COPE (1 siège). À Prince Albert, le parti Karoo Gemeenskap remporte trois sièges contre deux chacun à l'ANC et à la DA.

À la suite des élections, l'ANC passe alliance avec l'Independent Civic Organisation of South Africa (Icosa) pour gouverner les municipalités d'Oudtshoorn, de Cape Agulhas et de Kannaland. Elle passe un accord avec le Congrès panafricain d'Azanie (PAC) pour s'emparer de la municipalité de Cederberg gouvernée jusque-là par la DA. 

Le COPE rallie la DA pour gouverner Witzenburg (Ceres), Langeberg (Robertson), Laingsburg, Bitou (Plettenberg Bay), Hessequa (Riversdale). À Hessequa, le conseiller municipal COPE annonce un accord avec l'ANC qui n'est cependant pas validé par la direction nationale du parti.
 
L'ACDP rallie la DA à Swellendam et au conseil de district d'Eden. 
La DA l'emporte également dans 4 des 5 districts municipaux (West Coast, Winelands, Overberg et Eden) tandis que  le district municipal du Central Karoo devrait aller à l'ANC. 

Résultats (en nombre de sièges) des élections dans le Western Cape
DA vainqueur
ANC vainqueur
DA majoritaire
ANC majoritaire
ANC/DA à égalité
ICOSA majoritaire
KGP majoritaire

| Municipalités                               | ANC | COPE | DA  | Autres | Total en sièges | Maire élu                     |
| ------------------------------------------- | --- | ---- | --- | ------ | --------------- | ----------------------------- |
| Le Cap (péninsule du Cap)                   | 73  | 3    | 135 | 10     | 221             | Patricia de Lille (DA)        |
| Matzikama (Vredendal)                       | 6   | 0    | 7   | 2      | 15              | Delina Goedeman (DA)          |
| Cederberg (Clanwilliam)                     | 5   | 1    | 4   | 1      | 11              | Benjamin Zass (PAC)           |
| Bergrivier (Piketberg)                      | 5   | 1    | 7   | 0      | 13              | Jacobus Liebenberg (DA)       |
| Saldanha Bay                                | 8   | 1    | 15  | 1      | 25              | Rosil Jager (DA)              |
| Swartland (Riebeek West)                    | 6   | 1    | 15  | 1      | 23              | Tijmen van Essen (DA)         |
| Witzenberg (Ceres)                          | 8   | 1    | 10  | 4      | 23              | Stefan Louw (DA)              |
| Drakenstein (Paarl, Wellington)             | 19  | 2    | 35  | 5      | 61              | Gesie van Deventer (DA)       |
| Stellenbosch (Stellenbosch, Franschhoek)    | 11  | 1    | 25  | 6      | 43              | Conrad Sidego (DA)            |
| Breede Valley (Worcester)                   | 14  | 1    | 22  | 4      | 41              | Basil D. Kivedo (DA)          |
| Langeberg (Ashton)                          | 7   | 1    | 11  | 4      | 23              | Daniela Gagiano (DA)          |
| Theewaterskloof (Villiersdorp, Caledon)     | 9   | 1    | 13  | 2      | 25              | Chris Punt (DA)               |
| Overstrand (Hermanus)                       | 9   | 0    | 15  | 1      | 25              | Nicolette Botha-Guthrie (DA)  |
| Cape Agulhas (Bredasdorp)                   | 4   | 0    | 4   | 1      | 9               | Richard Gordon Mitchell (ANC) |
| Swellendam                                  | 4   | 0    | 4   | 1      | 9               | Nicholas Myburgh (DA)         |
| Kannaland (Ladismith, Calitzdorp)           | 2   | 0    | 2   | 3      | 7               | Jeffrey Donson (ICOSA)        |
| Hessequa (Riversdale)                       | 6   | 1    | 7   | 1      | 15              | Christopher Taute (ANC)       |
| Mossel Bay                                  | 10  | 0    | 16  | 1      | 27              | Marie Ferreira (DA)           |
| George                                      | 19  | 1    | 25  | 4      | 49              | Charles Standers (DA)         |
| Oudtshoorn                                  | 11  | 1    | 11  | 2      | 25              | Gordon April (ANC)            |
| Knysna                                      | 7   | 1    | 10  | 1      | 19              | Georlene Wolmarans (DA)       |
| Bitou (Plettenberg Bay)                     | 6   | 1    | 6   | 0      | 13              | Memory Booysen (DA)           |
| Laingsburg (Laingsburg, Matjiesfontein ...) | 3   | 1    | 3   | 0      | 7               | Wilhelm Theron (DA)           |
| Prince Albert                               | 2   | 0    | 2   | 3      | 7               | Magdalene Benjamin            |
| Beaufort West                               | 7   | 0    | 5   | 1      | 13              | Truman Prince (ANC)           |

#### Le Cap

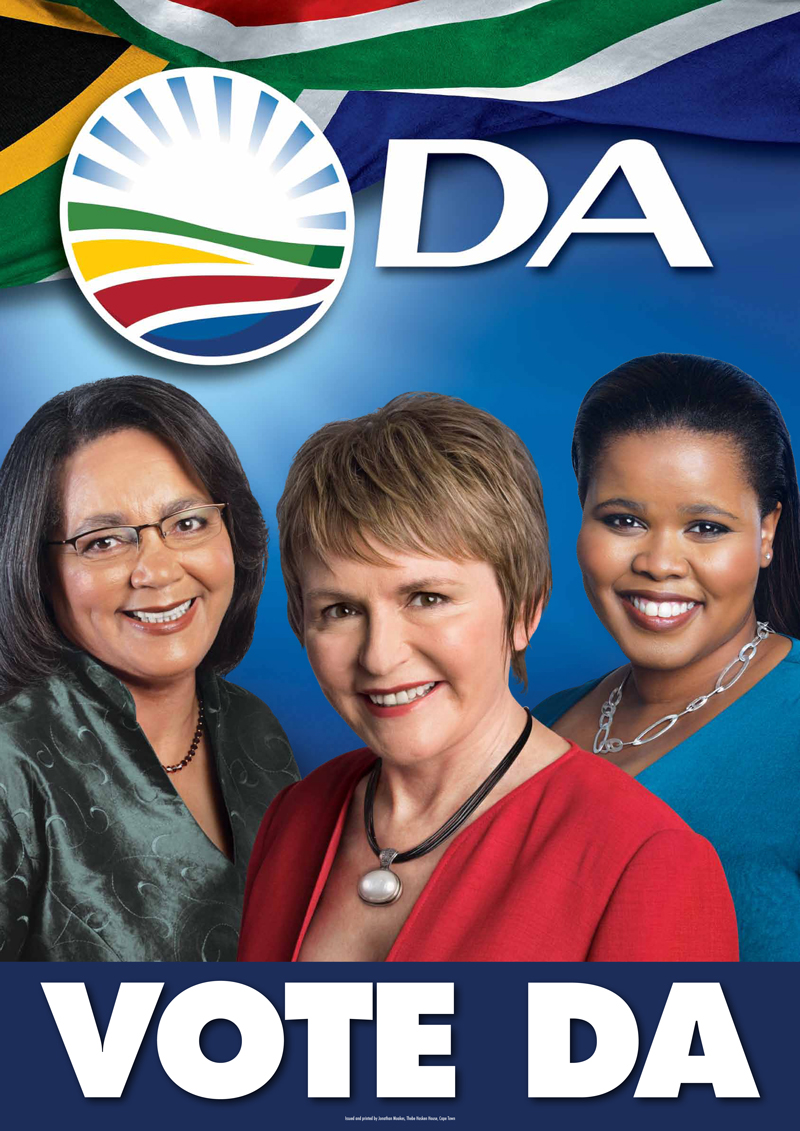
Affiche électorale de l'Alliance démocratique au Cap figurant Patricia de Lille, Helen Zille et Lindiwe Mazibuko

Le Cap est remportée à une large majorité par l'Alliance démocratique. 
| Candidats      | Candidats                        | Voix | Voix   | Sièges | Sièges |
| Candidats      | Candidats                        | #    | %      | #      |        |
| -------------- | -------------------------------- | ---- | ------ | ------ | ------ |
|                | Shipo Gravin Manga (AZAPO)       |      |        |        |        |
|                | Ricardo Sedres (IFP)             |      |        |        |        |
|                | Anwar Adams (PAC)                |      |        |        |        |
|                | Anthony John Ehrenreich (ANC)    |      |        |        |        |
|                | Vernon Elpsin Petersen (UCDP)    |      |        |        |        |
|                | Ferlon Charles Christian (ACDP)  |      |        |        |        |
|                | Wasfie Hassiem (AMP)             |      |        |        |        |
|                | Malcolm Julian Taylor (UDM)      |      |        |        |        |
|                | Jacobus Cornelius Krynauw (COPE) |      |        |        |        |
|                | Patricia de Lille (DA)           |      |        |        |        |
|                | Jack Lawrence Miller (CAPE)      |      |        |        |        |
|                | André Fourie (FF+)               |      |        |        |        |
|                | Autres                           |      |        |        |        |
|                |                                  |      |        |        |        |
| Inscrits       | Inscrits                         |      | 100,00 |        |        |
| Abstentions    |                                  |      |        |        |        |
| Votants        |                                  |      |        |        |        |
| Blancs et nuls |                                  |      |        |        |        |
| Exprimés       |                                  |      |        |        |        |

### Cap-Nord
À la suite des élections, l'ANC remporte toutes les municipalités à la majorité absolue des sièges à l'exception de 5 d'entre elles dont celles de Nama-Khoi (Springbok), Hantam (Calvinia) et  Karoo-Hoogland (Sutherland, Williston et Fraserburg) où le COPE et la DA font alliance pour gouverner. Ainsi Jan Julies devient le premier maire COPE du pays en étant élu à Karoo-Hoogland, municipalité où le COPE avait obtenu 31 % des voix (2 sièges) contre 21 % à la DA (2 sièges) et 45 % à l'ANC (3 sièges). Grâce à cette alliance, les municipalités de Nama-Khoi et Hantam basculent vers la DA.

### Cap-Oriental
L'ANC remporte toutes les municipalités locales à l'exception de celle de Baviaans remportée une nouvelle fois par la DA (55 % des voix et 4 sièges contre 45 % à l'ANC et 3 sièges). 

La municipalité locale de Kouga est pour sa part remportée de justesse par l'ANC avec 49,84 % des voix et 15 sièges contre 48,87 % des voix et 14 sièges à la DA.

Après un combat serré, la métropole Nelson Mandela (Port Elizabeth, Despatch, Uitenhage) est finalement aussi remportée par l'ANC (52 % des voix et 63 sièges) face à la DA (40,29 % et 48 sièges) et au COPE (5 % et 6 sièges). 

Si la municipalité locale de Cambedoo (Graaff-Reinet), ardemment disputée elle-aussi, est remportée par l'ANC (55,5 % et 8 sièges) face à la DA (41,87 % et 6 sièges), celle de Makana (Grahamstown) est assez largement remportée par l'ANC (72,75 % et 20 sièges) contre la DA (20,68 % et 6 sièges).

### Gauteng
L'ANC (en vert dans le tableau) remporte toutes les municipalités locales à l'exception de celle de Midvaal (Meyerton) remportée par la DA (en bleu).
| Municipalité (villes principales)                               | ANC | COPE | DA | IFP | VF+ | Autres | Total en siège |
| --------------------------------------------------------------- | --- | ---- | -- | --- | --- | ------ | -------------- |
| Ekurhuleni (Germiston, Benoni, Brakpan, Boksburg, Springs ... ) | 125 | 2    | 62 | 2   | 1   | 10     | 202            |
| Johannesburg (JNB, Randburg, Soweto)                            | 153 | 3    | 90 | 4   | 1   | 9      | 260            |
| Tshwane (Pretoria-Centurion)                                    | 118 | 2    | 82 | 0   | 4   | 4      | 210            |
| Emfuleni (Vereeniging, Sharpeville ...)                         | 64  | 1    | 21 | 0   | 1   | 2      | 89             |
| Midvaal (Meyerton)                                              | 11  | 0    | 15 | 0   | 1   | 0      | 27             |
| Lesedi (Heidelberg)                                             | 19  | 0    | 6  | 0   | 1   | 0      | 13             |
| Mogale City (Krugersdorp)                                       | 41  | 1    | 23 | 1   | 1   | 1      | 68             |
| Randfontein                                                     | 27  | 1    | 16 | 0   | 0   | 0      | 44             |
| Westonaria                                                      | 23  | 1    | 4  | 1   | 0   | 2      | 31             |
| Merafong (Carletonville, Fochville ...)                         | 41  | 1    | 11 | 1   | 0   | 2      | 56             |

#### Johannesburg
| Candidats      | Candidats                             | Voix | Voix   | Sièges | Sièges |
| Candidats      | Candidats                             | #    | %      | #      |        |
| -------------- | ------------------------------------- | ---- | ------ | ------ | ------ |
|                | Stanley Sipho Sigotyana (AZAPO)       |      |        |        |        |
|                | Mzobanzi Phillemmon Ntuli (IFP)       |      |        |        |        |
|                | Shimphiwe Zwane (PAC)                 |      |        |        |        |
|                | Mpho Franklyn Tau (ANC)               |      |        |        |        |
|                | Alice Leepo KebatLwaele (UCDP)        |      |        |        |        |
|                | Willem Meshark van Wyk (ACDP)         |      |        |        |        |
|                | Jaboba Johanna Marais (ACA)           |      |        |        |        |
|                | Christobel Thandiwe Nontenja (UDM)    |      |        |        |        |
|                | Boutshitswe Mothopeng Msieleng (COPE) |      |        |        |        |
|                | Mmusi Maimane (DA)                    |      |        |        |        |
|                | Franco Carel de Lange (FF+)           |      |        |        |        |
|                | Autres                                |      |        |        |        |
|                |                                       |      |        |        |        |
| Inscrits       | Inscrits                              |      | 100,00 |        |        |
| Abstentions    |                                       |      |        |        |        |
| Votants        |                                       |      |        |        |        |
| Blancs et nuls |                                       |      |        |        |        |
| Exprimés       |                                       |      |        |        |        |

#### Tshwane Metro/Pretoria
À Tshwane, l'ANC l'emporte avec 56,46 % des votes contre 38,74 % à la DA
| Candidats      | Candidats                          | Voix    | Voix    | Sièges | Sièges |
| Candidats      | Candidats                          | #       | %       | #      |        |
| -------------- | ---------------------------------- | ------- | ------- | ------ | ------ |
|                | Mankoto Levy Lesufi (AZAPO)        | 2803    | 0,2 %   | 1      |        |
|                | Thomas Ketlane Mathebula (APC)     | 5864    | 0,41 %  | 1      |        |
|                | Alvin Shadrack Madela (IFP)        | 1755    | 0,12 %  | 0      |        |
|                | Mzwandile Edmund Montanje (PAC)    | 3 827   | 0,27 %  | 1      |        |
|                | Kgosientso David Ramokgopa (ANC)   | 800 367 | 55,97 % | 118    |        |
|                | Kebatlwaele Alice Leepo (UCDP)     | 1979    | 0,14 %  | 0      |        |
|                | Sikhosana Bernard Dyantyi (UDM)    | 1074    | 0,08 %  | 0      |        |
|                | Rachael Kebidone Mathabe (COPE)    | 13 093  | 0,92 %  | 2      |        |
|                | Anniruth Kissoonduth (ACDP)        | 9147    | 0,64 %  | 1      |        |
|                | Richard Daryll Botha (CDP)         | 1699    | 0,12 %  | 0      |        |
|                | Brandon Rodney Topham (DA)         | 559 286 | 39,11 % | 82     |        |
|                | Philippus Adriaan van Staden (FF+) | 23 996  | 1,68 %  | 4      |        |
|                | Autres                             |         |         |        |        |
|                |                                    |         |         |        |        |
| Inscrits       | Inscrits                           |         | 100,00  |        |        |
| Abstentions    |                                    |         |         |        |        |
| Votants        |                                    |         |         |        |        |
| Blancs et nuls |                                    |         |         |        |        |
| Exprimés       |                                    |         |         |        |        |

### KwaZulu-Natal

Résultats en siège au KwaZulu-Natal
ANC majorité absolue
ANC majorité relative
IFP majorité absolue
IFP majorité relative
NFP majorité absolue
NFP majorité relative
ANC, IFP à égalité

| Municipalités (ville principale) | ANC | DA | IFP | NFP | Autres | Total en sièges |
| -------------------------------- | --- | -- | --- | --- | ------ | --------------- |
| eThekwini (Durban-Amanzimtoti)   | 126 | 43 | 9   | 10  | 17     | 205             |
| Vulamehlo                        | 12  | 0  | 2   | 5   | 0      | 20              |
| Umdoni                           | 12  | 4  | 1   | 1   | 1      | 19              |
| Umzumbe                          | 26  | 1  | 2   | 8   | 1      | 38              |
| uMuziwabantu                     | 12  | 1  | 2   | 4   | 0      | 19              |
| Ezingoleni                       | 8   | 0  | 1   | 2   | 0      | 11              |
| Hibiscus Coast (Port Shepstone)  | 41  | 11 | 3   | 2   | 1      | 58              |
| uMshwathi                        | 19  | 2  | 3   | 2   | 0      | 26              |
| uMngeni                          | 14  | 9  | 0   | 0   | 0      | 23              |
| Mpofana                          | 5   | 1  | 1   | 0   | 0      | 7               |
| Impendle                         | 6   | 0  | 1   | 0   | 0      | 7               |
| Msunduzi (Pietermaritzburg)      | 49  | 15 | 4   | 4   | 1      | 73              |
| Mkhambathini                     | 9   | 1  | 3   | 1   | 0      | 14              |
| Richmond                         | 11  | 1  | 0   | 0   | 2      | 14              |
| Emnambithi/Ladysmith             | 34  | 4  | 8   | 6   | 1      | 53              |
| Indaka                           | 6   | 0  | 8   | 6   | 0      | 20              |
| Umtshezi (Weenen)                | 8   | 1  | 5   | 3   | 0      | 17              |
| Okhahlamba                       | 13  | 1  | 8   | 6   | 0      | 28              |
| Imbabazane                       | 12  | 1  | 5   | 7   | 0      | 25              |
| Endumeni (Dundee)                | 6   | 3  | 2   | 1   | 0      | 12              |
| Nquthu                           | 14  | 1  | 14  | 5   | 0      | 34              |
| Msinga                           | 12  | 0  | 21  | 4   | 0      | 37              |
| Umvoti                           | 10  | 1  | 9   | 2   | 0      | 22              |
| Newcastle                        | 33  | 5  | 12  | 5   | 6      | 61              |
| eMadlangeni                      | 4   | 1  | 2   | 1   | 0      | 8               |
| Dannhauser                       | 11  | 1  | 6   | 3   | 1      | 22              |
| eDumbe (Paulpietersburg)         | 4   | 1  | 2   | 8   | 0      | 15              |
| uPhongolo                        | 11  | 1  | 7   | 8   | 0      | 27              |
| Abaqulusi (Vryheid)              | 17  | 3  | 16  | 7   | 1      | 44              |
| Nongoma                          | 6   | 0  | 17  | 19  | 0      | 42              |
| Ulundi                           | 6   | 0  | 28  | 13  | 0      | 47              |
| uMhlabuyalingana                 | 22  | 0  | 8   | 4   | 0      | 34              |
| Jozini                           | 20  | 0  | 16  | 4   | 0      | 40              |
| The Big Five False Bay           | 3   | 0  | 3   | 1   | 0      | 7               |
| Hlabisa                          | 4   | 0  | 8   | 4   | 0      | 16              |
| Mtubatuba                        | 16  | 0  | 15  | 7   | 0      | 38              |
| Mbonambi                         | 17  | 0  | 10  | 3   | 0      | 30              |
| uMhlathuze (Richards Bay)        | 36  | 6  | 10  | 6   | 2      | 60              |
| Ntambanana                       | 7   | 0  | 6   | 3   | 0      | 16              |
| uMlalazi (Eshowe)                | 24  | 1  | 18  | 9   | 0      | 52              |
| Mthonjaneni                      | 5   | 0  | 5   | 1   | 0      | 11              |
| Nkandla                          | 11  | 0  | 13  | 3   | 0      | 27              |
| Mandeni                          | 23  | 1  | 4   | 6   | 0      | 34              |
| KwaDukuza (Stanger)              | 37  | 8  | 4   | 2   | 2      | 53              |
| Ndwedwe                          | 25  | 1  | 5   | 5   | 1      | 37              |
| Maphumulo                        | 12  | 0  | 8   | 2   | 0      | 22              |
| Ingwe                            | 16  | 1  | 3   | 2   | 0      | 22              |
| Kwa Sani                         | 5   | 2  | 0   | 0   | 0      | 7               |
| Grand Kokstad                    | 12  | 3  | 0   | 0   | 1      | 16              |
| Ubuhlebezwe                      | 18  | 1  | 2   | 3   | 0      | 24              |
| Umzimkhulu                       | 36  | 0  | 1   | 2   | 1      | 40              |

### Limpopo
Dans le Limpopo, l'ANC remporte toutes les municipalités. 
À Makhado (Louis Trichardt), l'ANC remporte 86 % des voix et 64 des 75 sièges du conseil municipal devant la DA (6,69 % et 5 sièges). 

À Polokwane, l'ANC remporte 80 % des suffrages et 61 des 76 sièges du conseil municipal devant la DA (11,50 % et 9 sièges). 

À Mookgopong (Naboomspruit), l'ANC remporte 65 % des voix et 6 des 10 sièges du conseil municipal devant la DA (19,98 % et 2 sièges) et le FF+ (8,8 % et 1 siège). 

À Modimolle (Nysltroom), l'ANC remporte 69 % des suffrages et 13 des 18 sièges du conseil municipal devant la DA (22,4 % et 4 sièges) et le FF+ (5,56 % et 1 siège). 

À Mogalakwena (Potgietersrus), l'ANC remporte 84 % des voix et 53 des 63 sièges du conseil municipal devant la DA (7,17 % et 5 sièges), le COPE (3,67 % et 2 sièges), l'APC (1,19 % et 1 siège), l'AZAPO (0,96 % et 1 siège) et le FF+ (0,81 % et 1 siège). 